# فيرا مور
فيرا مور (بالإنجليزية: Vera Moore)‏ هي عازفة بيانو نيوزيلندية، ولدت في أغسطس 1896 في دنيدن في نيوزيلندا، وتوفيت في 1997.

## وصلات خارجية
- فيرا مور على موقع ميوزك برينز (الإنجليزية)